# 勒马耶代科勒
勒马耶代科勒（法語：Le Mayet-d'École，法語發音：[lə majɛ dekɔl]）是法国阿列省的一个市镇，属于维希区。

## 地理
勒马耶代科勒（46°10'9"N, 3°14'28"E）面积6.76 平方千米，位于法国奥弗涅-罗讷-阿尔卑斯大区阿列省，该省份为法国中部省份，北起涅夫勒省、西北接谢尔省，西南至克勒兹省，南至多姆山省，东南临卢瓦尔省，东临索恩-卢瓦尔省。
与勒马耶代科勒接壤的市镇（或旧市镇、城区）包括：布鲁-韦尔内、埃斯屈罗勒、让扎、圣日耳曼德萨勒、索尔泽。

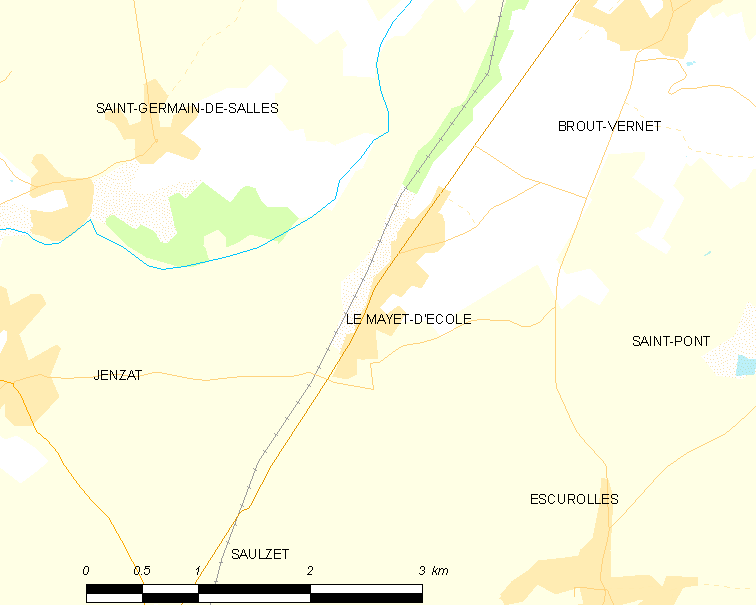
勒马耶代科勒的OSM定位图

勒马耶代科勒的时区为UTC+01:00、UTC+02:00（夏令时）。

## 行政
勒马耶代科勒的邮政编码为03800，INSEE市镇编码为03164。

## 政治
勒马耶代科勒所属的省级选区为加纳县。

## 人口

1962-2008年间勒马耶代科勒人口变化图示

勒马耶代科勒于2022年1月1日时的人口数量为305人。